# Neuenbürg

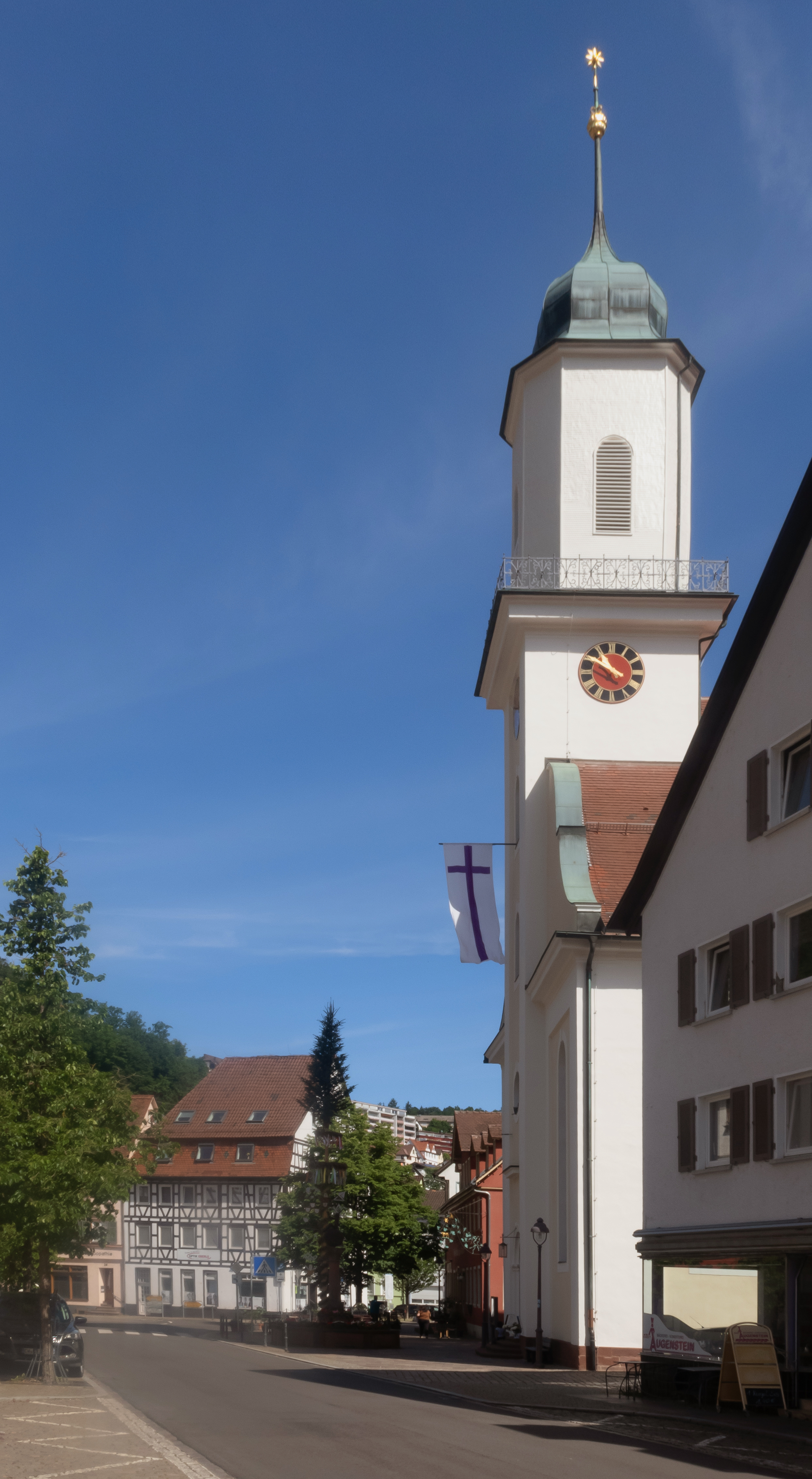
L'église de Neuenburg

Neuenbürg est une ville de Bade-Wurtemberg (Allemagne), située dans l'arrondissement d'Enz, dans l'aire urbaine Nordschwarzwald, dans le district de Karlsruhe.

## Jumelage
- Sainte-Maxime (France) depuis 1993